# Jaromír Povejšil
Jaromír Povejšil (30. ledna 1931 Praha - 3. dubna 2010 Praha) byl český jazykovědec, germanista a překladatel a vedoucí redaktor Časopisu pro moderní filologii.

## Publikace

### Jazykověda
- Pražská němčina 17. a 18. století, 1966
- Mluvnice současné němčiny, 1987

### Překlady z němčiny
- Carl Zuckmayer
- Johann Nepomuk Nestroy: Náčelník Večerní vánek neboli Hody divých mužů[2]